# Сюлейман Палов
Сюлейман Адемов Палов-Парчо е български революционер, горянин, борец срещу комунистическата власт в България след Деветосептемврийския преврат. Палов е войвода на една от най-дейните и инициативни горянски чети в Неврокопско.

## Биография
Роден е в неврокопското село Годешево в помашко семейство. След Деветосептемврийския преврат, формира в Гърция антикомунистическа горянска чета от 25 души, предимно дезертирали от фронта помаци. Първите сведения за четата са от 1946 година, но е възможно тя да е формирана още в 1945 година. Помощник на Парчо е Хали Хасанов Кеналиев. Четата използва за своя база гръцката територия - селата Милушица и Борово, откъдето периодично преминава в България в района на река Доспат и действа в Неврокопския Чеч - района на селата Годешево, Слащен, Кочан и Марулево. Подпомага груповите бягства в Гърция. Сюлейман Палов организира няколко по-големи акции. На 15 януари 1947 година четата му влиза в село Туховища, пребива кметския наместник и конфискува оръжието му. През февруари 1947 година на четата е устроена засада при воденицата между селата Годешево и Слащен. В сражението загиват двама горяни, но Парчо се спасява. След две седмици четата ограбва за наказание същата воденица. През ноември 1947 година четата на Парчо се съединява със с друга горянска група - тази на Парока, и заедно блокират граничния пост в района на село Жижево и осигуряват бягството на голяма част от жителите на селото заедно със значителен брой добитък в Турция през Гърция. Подобна акция, заедно с въоръжено влизане в селото се осъществява и в село Марулево.
Той също бяга в чужбина и се установява в Източна Тракия, Турция, където живее до края на живота си. 
На 21 декември 2016 година президентът на България Росен Плевнелиев удостоява посмъртно Сюлейман Палов с орден „За гражданска заслуга“ I степен „за неговите изключително големи заслуги и усилия за укрепване на гражданското общество, за защита на човешките права и свободи и за съпротивата му срещу тоталитарния режим“.